# Cais do Sodré (Metro de Lisboa)
Cais do Sodré es una estación de la línea Verde del metro de Lisboa, Portugal, inaugurada el 18 de abril de 1998, que tiene conexión con la red de ferrocarril, la red tranvías y la red fluvial sobre el río Tajo.
La estación funciona todos los días de 6:30 a 1:00 y dispone de puestos de venta de billetes, máquinas de venta automática de pasajes, escaleras mecánicas, elevador y tiendas comerciales.
Desde 2024 la estación funciona en determinados días con algunas limitaciones por las obras de ampliación de la línea Verde, que se convertirá en una línea circular. De esta manera, los pasajeros podrán viajar no sólo en sentido norte (hacia la estación Baixa-Chiado) sino también en sentido oeste (a la estación Santos, cuya inauguración está prevista para 2026).

## Conexiones
La estación Cais do Sodré permite hacer transferencias con otros medios de transporte público de Lisboa, como:
- Autobuses urbanos (operados por Carris);
- Tranvías (líneas 15E, 18E y 25E, también de Carris);
- Ferrocarril (Línea de Cascaes, operada por Comboios de Portugal);
- Transporte fluvial (transbordadores a Cacilhas, Seixal y Montijo, operados por el Grupo Transtejo).

## Arquitectura y decoración

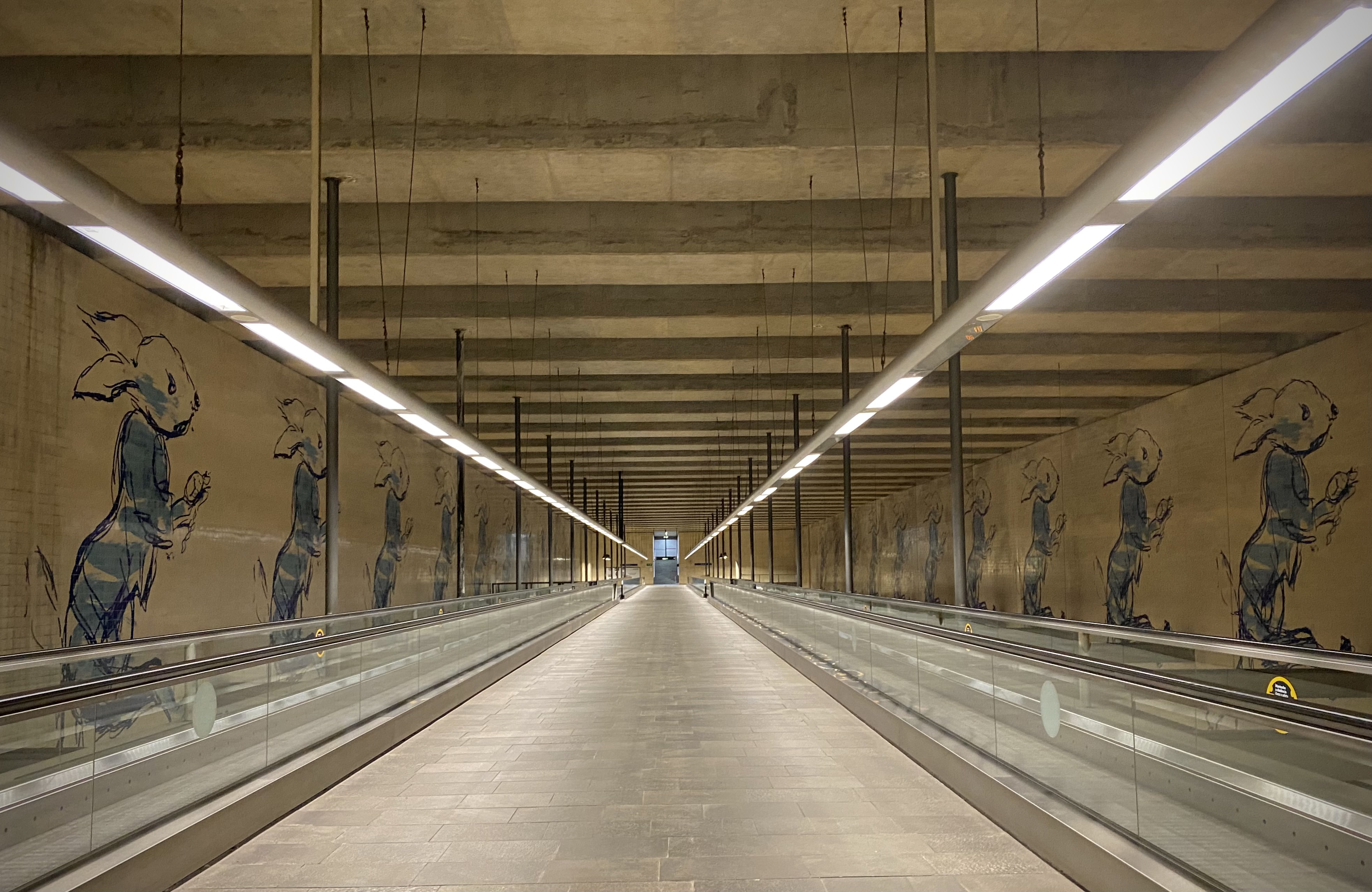
Decoración con azulejos.

La estación fue diseñada por los arquitectos Nuno Teotónio Pereira y Pedro Botelho, y está decorada con azulejos pintados por Pedro Morais en base a bocetos de António Dacosta que representan el conejo de la novela Las aventuras de Alicia en el país de las maravillas.

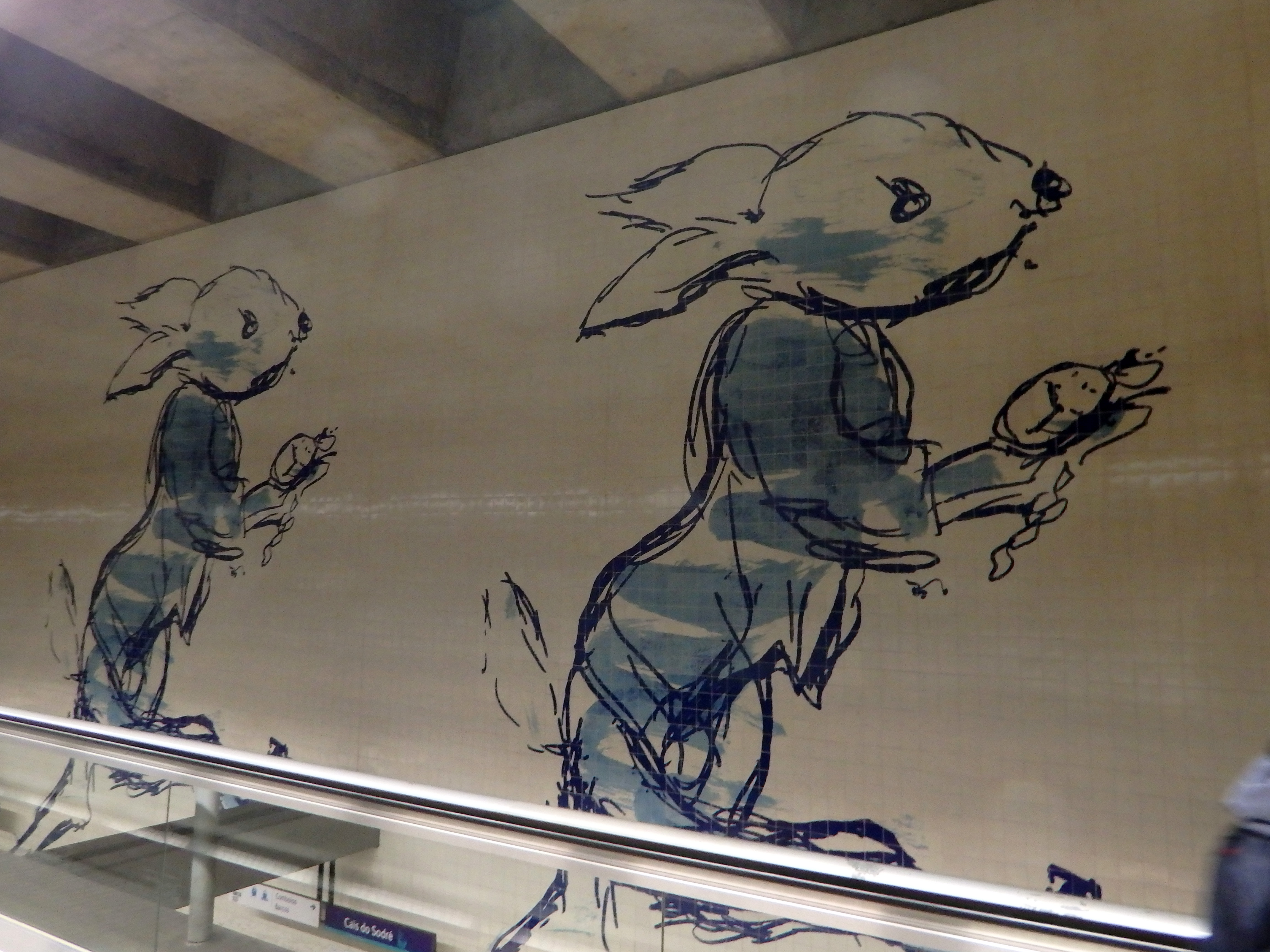
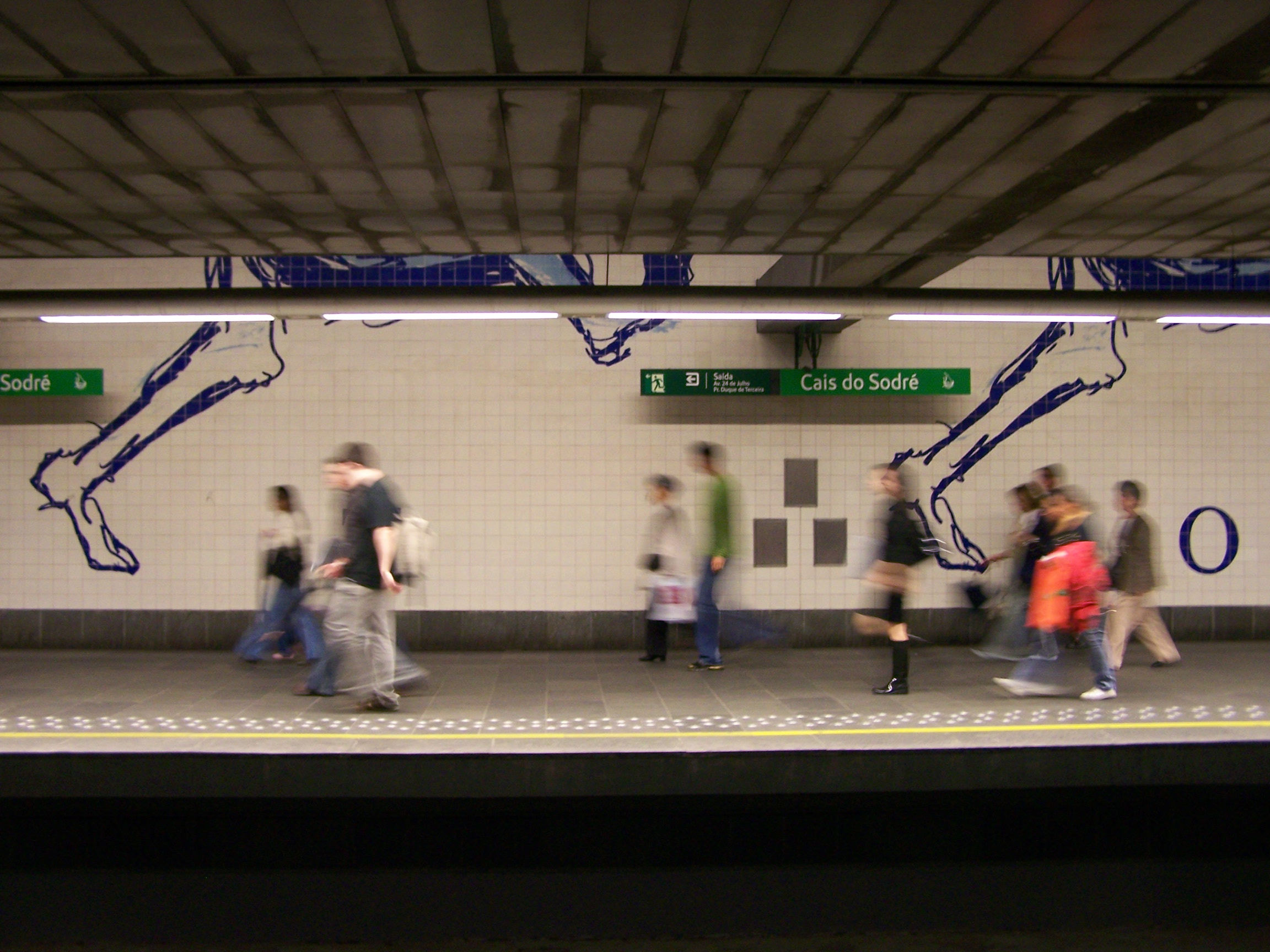
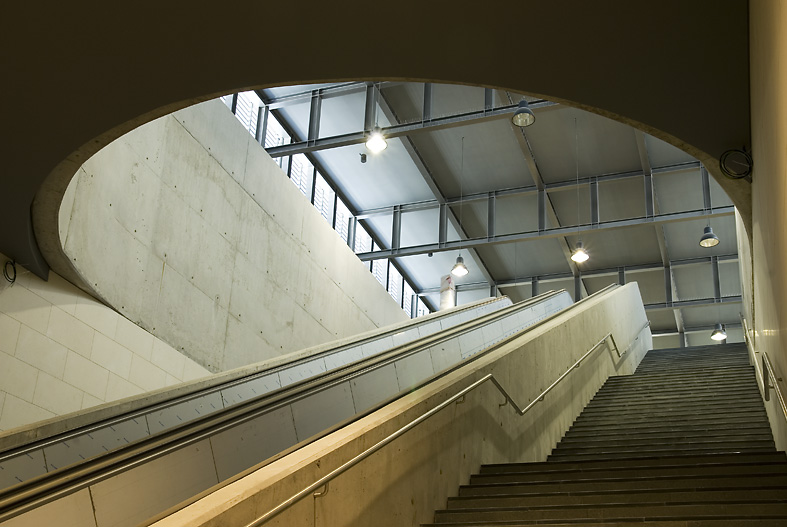